# Mie
Pour les articles homonymes, voir Mie (homonymie).
« Mie de pain » redirige ici. Ne pas confondre avec Pain de mie.

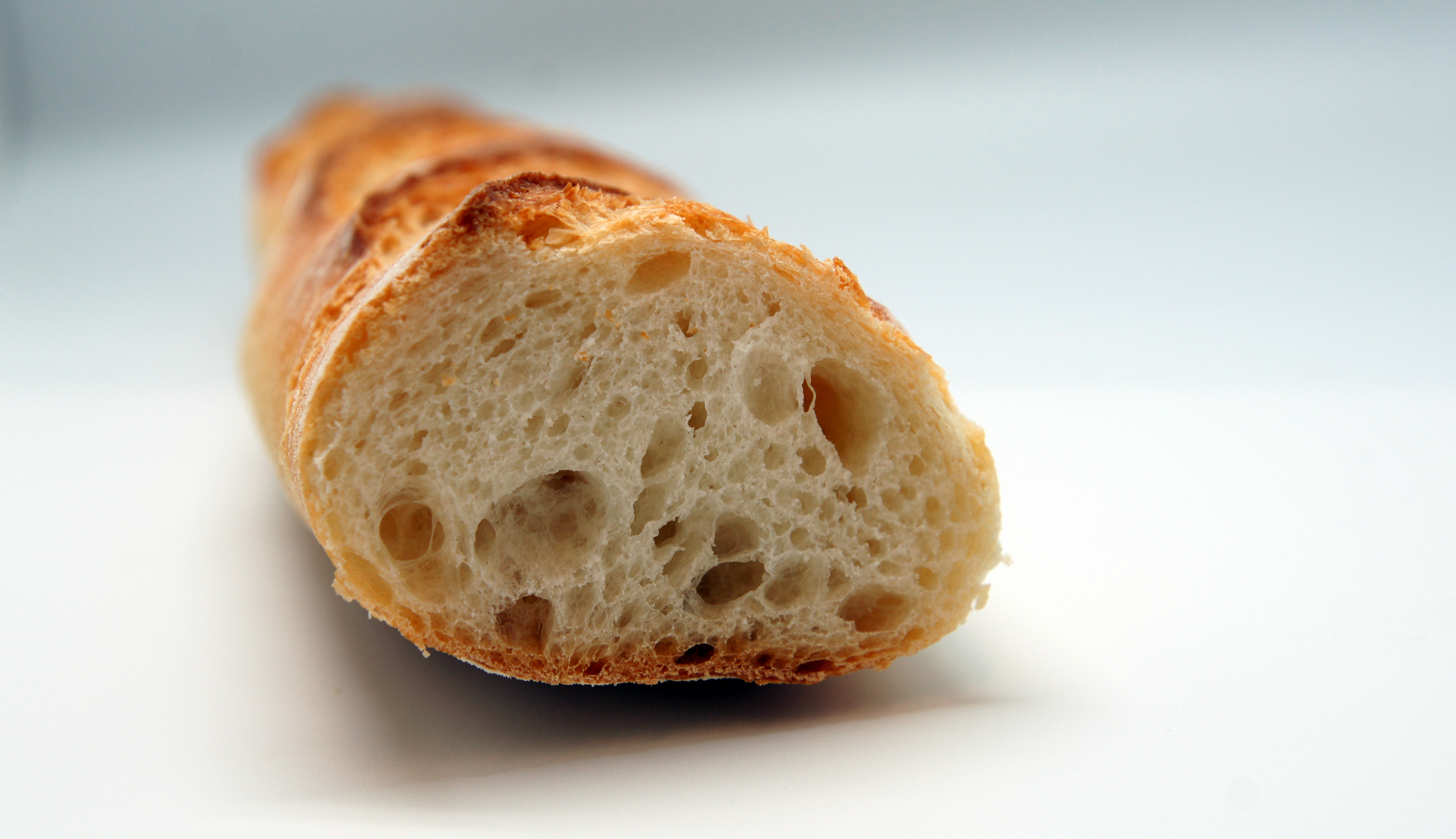
Baguette en coupe qui laisse apercevoir la mie.

La mie est la partie molle, intérieure du pain ; elle n'est pas aussi bien cuite que la croûte qui l'enveloppe. Le mot mie provient du latin mica qui signifie « parcelle » ou « miette ».

## Habitude alimentaire
Plus ou moins blanche et volumineuse selon les proportions des céréales utilisées, la mie est généralement moelleuse et assez bourrative, ce qui fait que certaines personnes l'enlèvent avant de garnir leur sandwich[réf. souhaitée].

## Utilisation
Outre son emploi comme aliment et support d'un autre aliment, on utilisait, ou utilise encore, la mie pour : 
- « saucer l'assiette », c'est-à-dire la nettoyer de sa sauce lorsqu'on a terminé de manger un mets : les fibres de la mie retiennent l'aliment semi-liquide par capillarité ;
- gommer ou alléger un tracé au crayon ou au fusain ;
- établir une empreinte[2].

## Manière de table
Il est mal vu de faire des boulettes avec la mie de son pain, comme certaines personnes le font à table par énervement ou désœuvrement.

## Linguistique

### Expressions
- « En mie de pain » se dit d'une personne qui a peu de consistance ou peu de valeur.
- « À la mie (de pain) » s'applique à quelqu'un qui n'a pas de valeur, à quelque chose sans solidité ou fondement.
- Mie était l'équivalent de « point » ou « pas », ou encore « goutte », ou « miette » (négation, mais avec un renforcement) en vieux français. On en trouve la trace dans l'expression « je n'y comprends mie », ou « je n'y comprends miette ». À noter qu'en italien, mica a le même emploi (« non capisco mica », je n'y comprends rien du tout).

### Belgicisme
En Belgique francophone, on appelle aussi « mies de pain » les débris de pain souvent laissés sur la table ou tombés sur le sol, également appelés « miettes ».